# Реган, Эмили
Эмили Реган (англ. Emily Regan, род. 10 июня 1988 года, Буффало, штат Нью-Йорк, США) — американская гребчиха, чемпионка летних Олимпийских игр 2016 года, четырёхкратная чемпионка мира.

## Спортивная биография
Заниматься греблей Эмили начала в 2006 году, когда поступила в Университет штата Мичиган. В 2010 году Эмили в составе восьмёрки стала чемпионкой молодёжного первенства мира. На следующий год Эмили дебютировала на взрослом чемпионате мира. Реган выступала в неолимпийской дисциплине — четвёрки распашные без рулевого. Сборная США выиграла финальный заплыв, а Реган завоевала свою первую золотую медаль. На чемпионате мира 2013 года Эмили выступала уже в составе восьмёрки и во второй раз в карьере стала чемпионкой мира. В 2014 году на первенстве мира американская спортсменка вновь выступала в четвёрках и стала там серебряным призёром, уступив 6 секунд спортсменкам из Новой Зеландии. На чемпионате 2015 года Эмили стала трёхкратной чемпионкой мира.
В 2016 году Реган в составе восьмёрки приняла участие в летних Олимпийских играх 2016 года в Рио-де-Жанейро. В лодке Эмили располагалась на первом номере. Предварительный этап соревнований американский экипаж уверенно выиграл, опередив ближайших преследовательниц из Нидерландов на 8 секунд. После первой половины финального заплыва американки находились на третьей позиции, совсем немного уступая лидировавшим сборным Канады и Нидерландов, но уже с самого начала второй половины дистанции американские спортсменки увеличили темп и пришли к финишу первыми, продлив победную серию сборной США в соревнованиях женских восьмёрок до трёх Игр, повторив тем самым достижение сборной Румынии, побеждавшей в период с 1996 по 2004 годы. На финише Реган с партнёршами опередили ближайших преследовательниц из Великобритании на 2,5 секунды.